# Jean-Baptiste Réville
Jean-Baptiste Réville (1767-1825) fue un grabador francés.

## Biografía

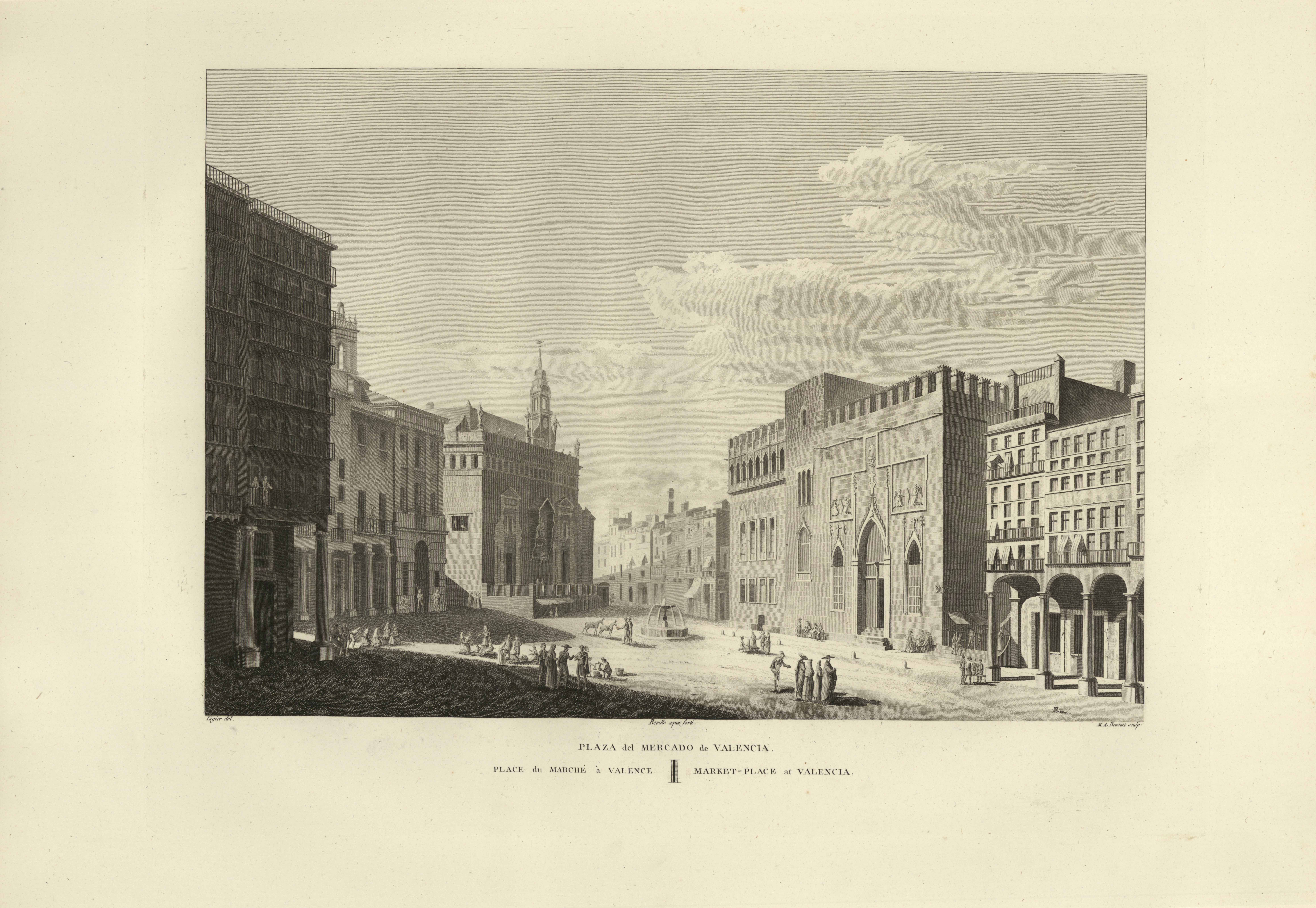
Lámina de la plaza de Mercado de Valencia para Voyage pittoresque et historique de l'Espagne (1811, primer tomo, segunda parte), en la que, además de Réville, también participaron Liger y Benoist.

Nacido en París en 1767, fue alumno de Berthault. Según François Étienne Joubert dedicado a grabar especialmente temas de arquitectura «pintoresca», Réville trabajó en láminas de Voyage a Espagne, la Description de l'Egypte y del Voyage de Constantinople, además de participar en Vues pittoresques et perspective des selles du Musée des Monuments Français, según lo dispuesto por Alexandre Lenoir, con varias estampas grabadas a buril por Réville y Lavallée. Falleció en 1825.